# География Соломоновых Островов
Государство Соломоновы Острова, площадь которого 28 450 км², расположено в Тихом океане, в Меланезии.

## Острова
Страна насчитывает 992 острова: большую часть занимает архипелаг Соломоновы Острова, несколько крупных островов, не входящих в системы архипелагов и островные группы, Дафф, Санта-Крус, Суоллоу и острова Беллона, Реннелл и др.
Крупнейшие острова: Гуадалканал, Санта-Исабель, Малаита, Сан-Кристобаль, Шуазёль, Нью-Джорджия. Острова преимущественно вулканического происхождения; действующие вулканы.
Расстояние между самыми западными и самыми восточными островами составляет около 1500 км.
Бугенвиль географически является частью архипелага Соломоновы Острова, но политически является автономным регионом Папуа-Новой Гвинеи.

### Список островов
Гуадалканал
- Вулелуа
- Гуадалканал (Исатабу)
- Корасахалу
- Марау-Саунд
- Нугху
- Таванипупу

Западная провинция
- Гхои[англ.]
- Кеннеди (Касоло; Плам-Паддинг; Изюмного Пудинга)
- Киамбе[англ.]
- Кинггуру[англ.]
- Лиапари[англ.]
- Логха[англ.]
- Лола[англ.]
- Лумбари[англ.]
- Марово[англ.]
- Матикури[англ.]
- Мбуло[англ.]
- Мондомондо[англ.]
- Наказа[англ.]
- Нусатупе[англ.]
- Нью-Джорджия
  - Арундель[англ.] (Кохингго)
  - Вангуну
  - Велья-Лавелья
  - Вонавона[англ.]
  - Гхизо[англ.]
  - Коломбангара (Куламбангара)
  - Мбава[англ.]
  - Мборокуа[англ.]
  - Нггатокае[англ.]
  - Нью-Джорджия
  - Ранонгга (Гханонгга)
  - Рендова
  - Симбо[англ.]
  - Тетепаре
- Рамата[англ.]
- Телина[англ.]
- Трежери (Сокровищ)
  - Моно[англ.]
  - Стирлинг[англ.]
- Уепи[англ.]
- Фаизи
- Шортленд
  - Балалае[англ.] (Баллале; Баллали)
  - Фауро
  - Шортленд (Алу)

Исабель
- Арнарвон
- Керехикапа[англ.]
- Малеивона[англ.]
- Рамос[англ.]
- Сан-Хорхе[англ.]
- Санта-Исабель
- Сикопо[англ.]
- Фурона[англ.]

Макира-Улава
- Макира (Сан-Кристобаль)
- Овараха[англ.] (Ова-Раха; Санта-Ана)
- Оварики[англ.] (Ова-Рики; Санта-Каталина)
- Олу-Малау (Три Сестры)
  - Алиъите[англ.]
  - Малаулало[англ.]
  - Малаупаина[англ.]
- Пио[англ.]
- Уги[англ.] (Уки; Уки-Ни-Маси)
- Улава[англ.]

Малаита
- Алите[англ.]
- Анута-Паина[англ.]
- Маанаъомба[англ.]
- Малаита (Мала; Мара; Мвала)
  - Адагеге[англ.]
  - Лауласи[англ.]
  - Сулуфоу[англ.]
  - Фунаафоу[англ.]
- Мбасакана[англ.]
- Ндаи[англ.] (Даи; Гоуэр; Инаттендью)
- Онтонг-Джава
- Ронкадор (Канделярия)
- Саут-Малаита[англ.] (Смолл-Малаита; Марамасике; Южная Малаита; Малая Малаита)
- Сикаиана (Стюарта)

Реннелл и Беллона
- Беллона (Мунгики)
- Индиспенсейбл (Незаменимые рифы)
- Реннелл (Мугаба)

Темоту
- Анута (Ануда; Черри; Вишнёвый)
- Дафф (Таумако)
  - Таумако
- Риф
  - Ломлом
  - Макалом
  - Матема
  - Налонго и Нупани
  - Нифилоли
  - Нукапу
  - Отмель Паттесона[англ.]
  - Пилени
  - Фенуалоа
- Санта-Крус
  - Ваникоро (Ваниколо)
    - Бание[англ.]
    - Теану[англ.] (Теваи)

  - Мало
  - Нендо (Нендё; Санта-Крус; Ндени; Нитенди; Нденде)
  - Утупуа
- Тикопиа
- Тинакула
- Фатутака (Фату-Така; Пату-Така; Митрэ)

Центральная провинция
- Аеаун[англ.]
- Нггела (Флоридские)
  - Гавуту
  - Танамбого
  - Тулаги (Тулагхи)
- Расселл
  - Мбаника[англ.]
  - Павуву
- Саво

Шуазёль
- Вагена[англ.] (Ваглена; Уагина)
- Нуатамбу
- Роб-Рой (Велавиру)
- Сайприан-Бридж[англ.] (Киприана Бриджа)
- Таро
- Шуазёль

## Геология и экология
Вулканы с разной степенью активности расположены на некоторых более крупных островах, в то время как мелкие острова представляют собой просто крошечные атоллы, покрытые песком и пальмами.
Базовое исследование морского биоразнообразия на Соломоновых Островах, проведенное в 2004 году, выявило 474 вида кораллов на Соломоновых островах, а также девять видов, которые могут быть ранее не известные человечеству. Это второе место по разнообразию кораллов в мире, уступающее только островам Раджа-Ампат в восточной Индонезии.

## Климат
Для территории Соломоновых островов характерен субэкваториальный климат с высокой влажностью, с частыми пассатами и муссонами. Температура практически неизменна в течение года — + 24—27 °С. Количество осадков доходит до 7500 мм в год. Поскольку острова находятся в сейсмически опасном районе, здесь часты землетрясения. Жаркий и влажный сезон длится с января по апрель, когда на островах господствуют северо-западные муссоны. Влажность в течение этого сезона обычно составляет 90 %.

## Крайние точки

### Широта и долгота
- Северная точка: атолл Онтонг-Джава , провинция Малаита;
- Южная точка: риф Индиспенсабл, провинция Реннелл и Беллона;
- Восточная точка: Фатутака, острова Санта-Крус, провинция Темоту;
- Западная точка: остров Мона, Острова Трежери, Западная провинция.

### Высота
- Самая высокая точка — гора Попоманасеу (2335 м.[3]);
- Самая низкая точка — Тихий океан (0 м.).